# Santiago Jorge Bynnon
Santiago Jorge Bynnon (James George Bynnon, Swansea, Gales, noviembre de 1798 - Santiago de Chile el 3 de agosto de 1883) fue un marino galés que tuvo un importante desempeño en la Armada Argentina durante la Guerra del Brasil y una destacada carrera en la Armada de Chile.

## Biografía

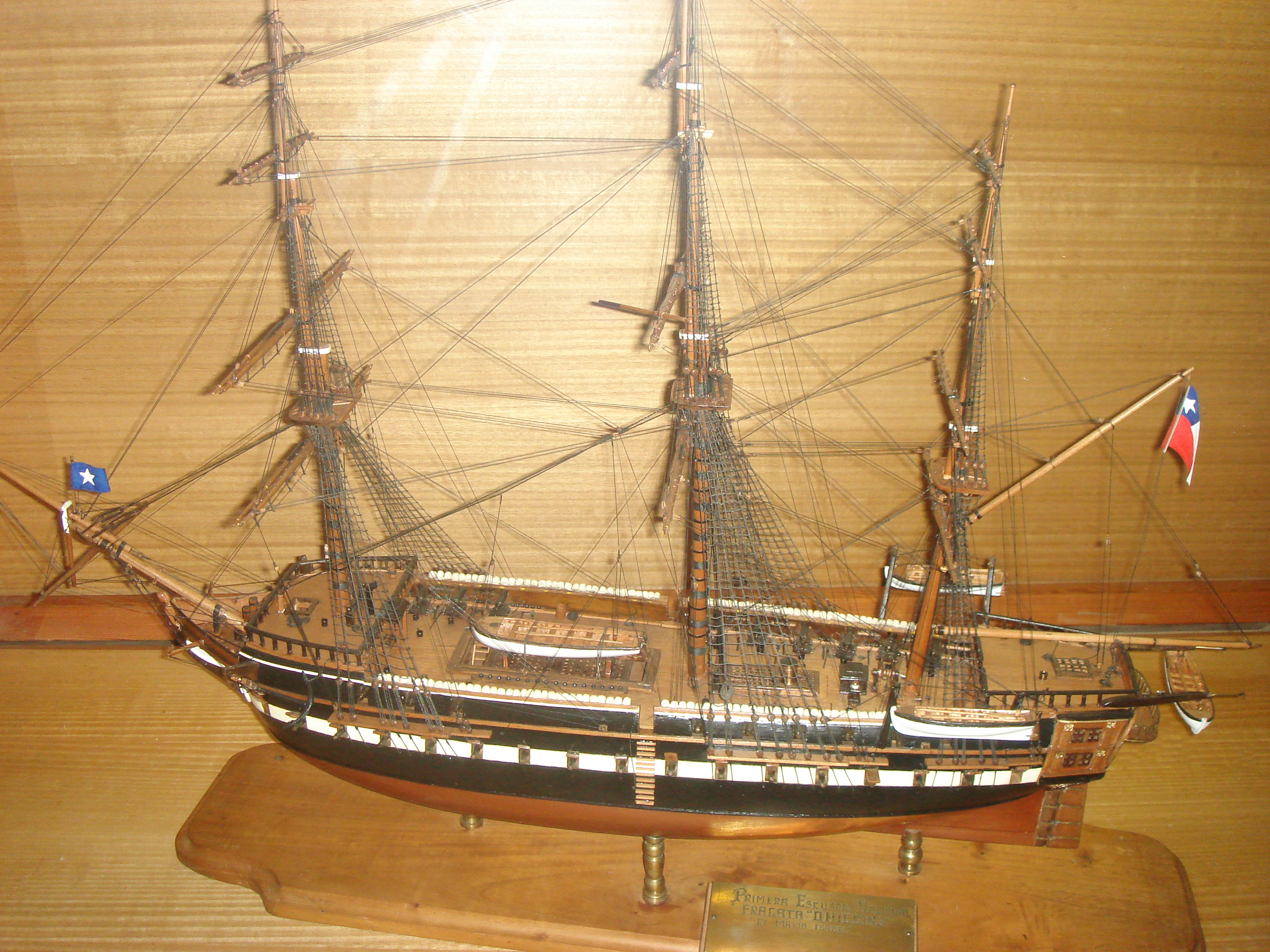
Maqueta de la fragata O'Higgins.

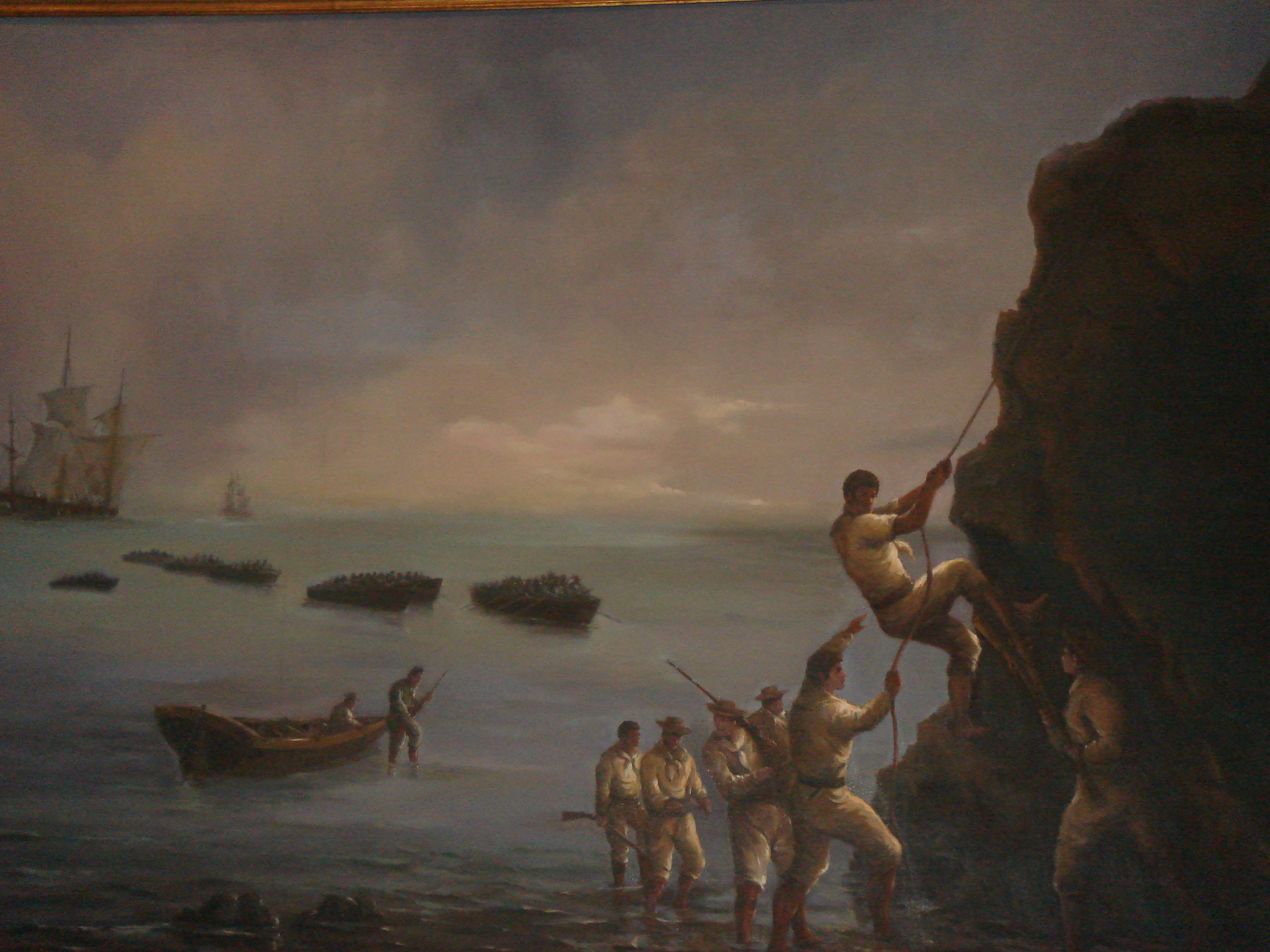
Toma de Valdivia.

Santiago Jorge Bynnon nació en Swansea, Gales, en noviembre de 1798.
Comenzó a navegar en 1815, con sólo 17 años, como marinero de la Compañía Británica de las Indias Orientales. Tras numerosos viajes por los mares de China, Indostán y Japón, se encontraba en Londres cuando conoció a José Antonio Álvarez Condarco, agente de la Revolución de Mayo en Inglaterra.
Condarco lo convenció de pasar a América para luchar por la causa patriota y le entregó una carta de recomendación para Lord Thomas Cochrane, quien se encontraba en Chile preparando la escuadra para la Expedición Libertadora del Perú al mando del general José de San Martín.
El 30 de noviembre de 1819 Bynnon era incorporado a la armada chilena con el grado de guardamarina y era destinado a servir en la fragata O'Higgins al mando de Thomas Sackville Crosbie.
Hizo la campaña del Pacífico, combatió dos veces contra las fortalezas del Callao y en aguas de Guayaquil dirigió la captura de la fragata española Begonia.
Iniciadas las operaciones en el Perú, Bynnon regresó a Chile para la campaña que culminó en la captura de la fortaleza de Valdivia el 3 de febrero de 1820 a bordo del Intrépido.
A las 6 de la tarde la primera oleada de tropas patriotas, 44 soldados al mando del mayor Guillermo Miller y de Bynnon como oficial de la tropa de asalto transportados en dos botes y un lanchón, desembarcaron bajo el nutrido fuego de una guardia de infantería española. Bynnon fue el primero en poner pie en la playa. Los soldados patriotas se abalanzaron a bayoneta calada sobre las tropas realistas logrando consolidar rápidamente la posición. Bynnon fue condecorado por su actuación en esta acción.
En la Chacabuco viajó a la isla Juan Fernández, pasando luego a la Galvarino a las órdenes de Alexander Gordon Robertson, participando de su campaña en las aguas de Arauco contra las guerrillas españolas. Fue ascendido a teniente el 20 de julio de 1821. En 1825 volvió al O'Higgins, ahora María Isabel, bajo el mando de Robert Forster, y continuó prestando servicio en el sur de Chile hasta 1826, cuando tras la caída de la plaza de Ancud terminó la guerra de independencia, mereciendo ser condecorado y promovido a capitán de corbeta.
El 6 de mayo de 1826 obtuvo el retiro provisional de la Armada de Chile.
Declarada la guerra del Brasil, el gobierno argentino adquirió al chileno 3 buques, la O'Higgins, la corbeta Independencia y la Chacabuco por $200000. El 25 de mayo de 1826 se izó la enseña argentina y el 20 de agosto zarparon de Valparaíso. Bynnon iba en la Chacabuco, la única que sobrevivió al viaje.
En dicha nave participó en varias acciones alcanzando el nombramiento de segundo del comandante de la escuadra de Guillermo Brown.
Efectuó largos cruceros por la costa brasilera en los que libró acciones contra los buques Isabel I y Pedro I, en ocasión en que iba a bordo el emperador del Brasil.
Al sufrir averías, regresó de su crucero y se refugió en el puerto de Carmen de Patagones.
Allí se encontraba cuando se produjo el ataque del Imperio del Brasil en febrero de 1827 teniendo un destacado papel en la victoria republicana en la Batalla de Carmen de Patagones.
Terminada la guerra, permaneció en Buenos Aires hasta 1835, año en que pasó a Chile para ofrecer sus servicios.
Habiendo sido desarmada la escuadra de ese país, se dedicó al comercio de ultramar pero el 6 de octubre de 1836 volvió al servicio durante la guerra con la Confederación Perú-Boliviana.
El 19 de octubre partió con la escuadra de Manuel Blanco Encalada al mando del Valparaíso. El 31 de diciembre de 1837 pasó a comandar la corbeta Libertad. El 19 de enero de 1838 capturó la corbeta peruana Confederación e hizo prisionero al general boliviano José Ballivián quien iba a bordo del navío.
Comando la fragata Chile en 1841, fue gobernador del puerto militar de Vaparaíso en 1843, de Talcahuano en 1844 y de Atacama en 1849.
En 1852 el almirante Maresby le encargó reprimir el alzamiento de Magallanes.
El 28 de octubre de ese año fue designado comandante general interino de Marina. A mediados de 1860 fue nombrado jefe del Estado Mayor de la Escuadra y en 1870 designado miembro de la Junta de Asistencia de la Comandancia General de Marina.
Fue promovido sucesivamente a capitán de fragata, de Navío y el 6 de abril de 1872 a contraalmirante y segundo comandante de la escuadra chilena. A la muerte del vicealmirante Simpson en 1878, Bynnon tomó su lugar. Fue ascendido a vicealmirante el 13 de julio de 1880.
Falleció en Santiago de Chile el 3 de agosto de 1883.
Fue enterrado el 6 de agosto de 1883 en el Cementerio de Disidentes de Valparaíso.
Estaba casado con Joanne Bunster, nacida en Tasmania el 19 de diciembre de 1822. Su esposa lo sobrevivió y falleció en Valparaíso el 2 de octubre de 1908.
Calles y plazas de Almirante Brown y de Carmen de Patagones llevan su nombre. También una calle lleva su nombre en la comuna de Independencia. Su retrato, uniforme y espada se conservan en el Museo Histórico Nacional.